# Йоверторнео
Йоверторнео (на шведски: Övertorneå; на фински: Matarenki, Матаренки) е малък град в североизточна Швеция, лен Норботен. Главен административен център на едноименната община Йоверторнео. Разположен е около десния бряг на река Торниойоки на границата с Финландия. Намира се на около 830 km на североизток от централната част на столицата Стокхолм и на около 110 km на североизток от главния град на лена Люлео. Има жп гара. Населението на града е 1917 жители според данни от преброяването през 2010 г.